# Skärvsjö
Skärvsjö är en sjö i Gnosjö kommun i Småland och ingår i Lagans huvudavrinningsområde. Sjön är 20,7 meter djup, har en yta på 1,5 kvadratkilometer och befinner sig 232 meter över havet. Sjön avvattnas av vattendraget Långebrobäcken. Vid provfiske har bland annat abborre, gers, gädda och mört fångats i sjön.

## Delavrinningsområde
Skärvsjö ingår i det delavrinningsområde (636523-138112) som SMHI kallar för Utloppet av Skärvsjö. Medelhöjden är 260 meter över havet och ytan är 12,36 kvadratkilometer. Det finns inga delavrinningsområden uppströms utan avrinningsområdet är högsta punkten. Långebrobäcken som avvattnar avrinningsområdet har biflödesordning 4, vilket innebär att vattnet flödar genom totalt 4 vattendrag innan det når havet efter 202 kilometer. Delavrinningsområdet består mestadels av skog (66 %). Avrinningsområdet har 1,54 kvadratkilometer vattenytor vilket ger det en sjöprocent på 12,4 %.

## Fisk
Vid provfiske har följande fisk fångats i sjön:
- Abborre
- Gärs
- Gädda
- Mört
- Sik